# Пати (Пийнътс)
Пати (Patty) е героиня от поредицата карикатури Peanuts на Чарлс М. Шулц и не трябва да се бърка с Пепърминт Пати. Най-добрата приятелка на Пати е Вайълет. Двете се появяват рано- Пати дори е част от първата карикатура, заедно с Чарли Браун и Шърми, но ѝ липсва отличителната прозорливост на други герои, като Луси, Лайнъс или Шрьодер- и двете участват рядко в поредицата.
Като единствения женски образ в Peanuts в началото, Пати има ролята на „квачка“, защото се грижи за по-малките герои. Обаче тя утъпква пътя за силните женски характери в поредицата. Във втората ѝ поява, Пати върви по тротоара и рецитира „Малките момиченца са направени от захар, подправки и всичко хубаво!“ (Little girls are made of sugar and spice and everything nice.). Пати очевидно е най-възрастното дете сред героите от ранните години, тъй като в една карикатура е казано, че тя ходи на училище, а Чарли Браун не. Впоследствие тя, заедно с Вайълет, става известна с приятелския си снобизъм и общата им жестокост към Чарли Браун.
Пати е светлокоса и обикновено носи карирана рокля с подходяща панделка на косата, най-често оранжева. Пати има главна роля в първоначалната версия на театралния мюзикъл You’re a Good Man, Charlie Brown, както и в по-ранни специални епизоди за Peanuts.
Въпреки че Пати- или неназовани момичета, които много приличат на нея- се появява от време на време до края на Peanuts, като главен герой тя спира участието си в средата на 1970-те, като последната ѝ официална поява е на 11 април 1976. Шулц твърди, че нарисувал Пати в карикатура от 1994, в която тя иска Снупи да преследва зайци с нея, но някои фенове мислят, че въпросният образ не прилича на нея. Счита се, че изчезването на Пати се дължи на появата на Пепърминт Пати през 1966, но други читатели казват, че участието на Пати е било вече към края си в този период.
Пати играе като аутфилдер в отбора по бейзбол на Чарли Браун.